# Алвеста (община)
Община Алвеста (на шведски: Alvesta kommun) е административна единица, разположена на територията на лен Крунубери, южна Швеция. Притежава обща площ 1077 km2 и население 19 280 души (към 31 декември 2013). Община Алвеста граничи на североизток с община Вернаму, на север с община Севшьо от лен Йоншьопинг. На запад Алвеста граничи с Векшьо, на юг с общините Тингсрюд и Елмхулт, а на изток с Юнгбю от лен Крунубери. Административен център на община Алвеста е едноименния град Алвеста.

## Население
Населението на община Алвеста през последните няколко десетилетия е относително постоянно с лека тенденция към намаляване. Гъстотата на населението е 19,72 д/km2.
| Население на община Алвеста в годините между 1970 и 2010 | Население на община Алвеста в годините между 1970 и 2010 | Население на община Алвеста в годините между 1970 и 2010 | Население на община Алвеста в годините между 1970 и 2010 | Население на община Алвеста в годините между 1970 и 2010 |
| -------------------------------------------------------- | -------------------------------------------------------- | -------------------------------------------------------- | -------------------------------------------------------- | -------------------------------------------------------- |
| Година                                                   |                                                          |                                                          | Население                                                |                                                          |
| 1970                                                     | 1970                                                     |                                                          | 19 184                                                   | 19 184                                                   |
| 1975                                                     | 1975                                                     |                                                          | 18 784                                                   | 18 784                                                   |
| 1980                                                     | 1980                                                     |                                                          | 19 442                                                   | 19 442                                                   |
| 1985                                                     | 1985                                                     |                                                          | 19 518                                                   | 19 518                                                   |
| 1990                                                     | 1990                                                     |                                                          | 19 754                                                   | 19 754                                                   |
| 1995                                                     | 1995                                                     |                                                          | 19 714                                                   | 19 714                                                   |
| 2000                                                     | 2000                                                     |                                                          | 18 916                                                   | 18 916                                                   |
| 2005                                                     | 2005                                                     |                                                          | 18 684                                                   | 18 684                                                   |
| 2010                                                     | 2010                                                     |                                                          | 18 802                                                   | 18 802                                                   |
| Източник: SCB - Преброяване по регион и време            |                                                          |                                                          |                                                          |                                                          |

## Селищни центрове в общината
Селищните центрове (на шведски: tätort) в община Алвеста са 6 и към 31 декември 2010 година имат съответно население:
| # | Селищен център           | Население към 31 декември 2010 |
| - | ------------------------ | ------------------------------ |
| 1 | Алвеста (Alvesta)        | 8017                           |
| 2 | Мухеда (Moheda)          | 1824                           |
| 3 | Висланда (Vislanda)      | 1769                           |
| 4 | Гримсльов (Grimslöv)     | 593                            |
| 5 | Торпсбрук (Torpsbruk)    | 334                            |
| 6 | Йортсбериа (Hjortsberga) | 245                            |

Административният център на община Алвеста е удебелен.